# Spider: The Video Game
Spider: The Video Game es un videojuego de plataformas 2.5D desarrollado por Boss Game Studios y publicado por BMG Interactive para PlayStation.
El jugador asume el papel de una araña cibernética, dentro de la cual se ha implantado la mente de su creador, el Dr. Michael Kelly.

## Jugabilidad
El jugador debe navegar por entornos dibujados en 3D de una manera estrictamente 2D, viajando hasta el final de cada nivel utilizando las típicas mecánicas de juegos de plataformas. El jugador puede usar las habilidades naturales de la araña, como escalar paredes y techos y usar seda para bajar, para superar ciertos obstáculos. También puede equipar hasta cuatro de los diez diferentes accesorios cibernéticos para las piernas que se encuentran a lo largo del juego, que se utilizan como armas. Cuando el jugador pierde una vida, todos los adjuntos cibernéticos adquiridos se pierden, excepto el adjunto slasher predeterminado. Los obstáculos incluyen lavabos de laboratorio, ácido, tubos de ensayo y principalmente otras criaturas cibernéticas como enemigos. Después de escapar del laboratorio, el jugador va a una fábrica, un museo y varios otros lugares, cada uno infestado de criaturas extrañas y malévolas.

## Desarrollo
Según el director creativo de Boss Game Studios, Seth Mendelsohn, utilizaron el modo de juego 2D para Spider porque "Queríamos hacer un juego que se pareciera más al juego de plataformas tradicional, porque son divertidos de jugar. En formato completo 3D, no se puede hacer un juego que se juegue como un juego de plataformas tradicional. Hay problemas con los saltos y la determinación de la distancia".
El equipo optó por hacer solo tres jefes para el juego para poder darle más enfoque a cada uno, creando más animaciones y comportamientos diferentes para cada uno.

## Recepción
Spider: The Video Game recibió críticas mixtas a positivas. El tema más común de elogio fue el uso de habilidades reales de araña para gatear sobre cualquier superficie y descender por un hilo. El hecho de que un crítico recomendara o no el juego dependía en gran medida de su opinión sobre el formato del juego 2D en un entorno 3D. Como con Pandemonium!, que comparte este formato, Dan Hsu de Electronic Gaming Monthly descartó Spider como un juego con buenos gráficos pero una jugabilidad mediocre, mientras que sus tres los co-revisores lo elogiaron por su buen control y niveles no lineales extensos, aunque se quejaron de que la cámara ocasionalmente causa problemas. Next Generation, aunque señaló que los gráficos son buenos y que el juego tiene algunos elementos únicos, sostuvo que la naturaleza 2D del juego lo hace demasiado familiar. IGN quedó impresionado con la animación realista de las diversas criaturas, pero concluyó que el juego en general, aunque decente, carece de la emoción de Pandemonium!.
Ryan MacDonald de  GameSpot  consideró que era un juego de plataformas muy divertido y elogió especialmente lo bien que se maneja la perspectiva de la araña. Scary Larry de GamePro elogió las impresionantes cinemáticas, la música discreta y los niveles largos y no lineales, y concluyó: "Necesitarás todos tus poderes de araña para este juego, que puede ser frustrante (especialmente cuando se requieren saltos precisos), pero al final encontrará que vale la pena".
El juego tuvo un 78% según cinco reseñas en el sitio web de agregación de reseñas GameRankings.